# Tom Reux
Tom Reux (* 24. Februar 1999 in Stains) ist ein französischer Leichtathlet, der sich auf den Diskuswurf spezialisiert hat.

## Sportliche Laufbahn
Erste internationale Erfahrungen sammelte Tom Reux beim Europäischen Olympischen Jugendfestival (EYOF) 2015 in Tiflis, bei dem er mit einer Weite von 14,82 m den zehnten Platz im Kugelstoßen mit der 5-kg-Kugel belegte. Im Jahr darauf gelangte er bei den erstmals ausgetragenen Jugendeuropameisterschaften ebendort mit 58,20 m auf den fünften Platz mit dem 1,5-kg-Diskus und schied im Kugelstoßen mit 17,17 m in der Qualifikationsrunde aus. 2017 verpasste er bei den U20-Europameisterschaften in Grosseto mit 52,42 m den Finaleinzug im Diskusbewerb und im Jahr darauf schied er bei den Mittelmeerspielen in Tarragona mit 49,18 m in der Vorrunde aus und verpasste anschließend auch bei den U20-Weltmeisterschaften in Tampere mit 54,12 m den Finaleinzug. 2019 belegte er bei den U23-Europameisterschaften in Gävle mit 55,87 m den achten Platz und 2021 brachte er bei den U23-Europameisterschaften in Tallinn in der Qualifikationsrunde keinen gültigen Versuch zustande. Im Jahr darauf startete er erneut bei den Mittelmeerspielen in Oran und wurde dort mit einem Wurf auf 60,80 m Vierter. 2024 verpasste er bei den Europameisterschaften in Rom mit 59,03 m den Finaleinzug, ehe er auch bei den Olympischen Sommerspielen in Paris mit 58,22 m in der Vorrunde ausschied.
In den Jahren 2021 und 2023 wurde Reux französischer Meister im Diskuswurf.